# Coupe du Maroc de football 1965-1966
 (avril 2024).
Si vous disposez d'ouvrages ou d'articles de référence ou si vous connaissez des sites web de qualité traitant du thème abordé ici, merci de compléter l'article en donnant les références utiles à sa vérifiabilité et en les liant à la section « Notes et références ».
Navigation
Édition précédente Édition suivante
La saison 1965-1966 de la Coupe du Trône est la dixième édition de la compétition. 
Les clubs de Division 1 ne rentrent qu'en seizièmes de finale, alors que les clubs des divisions inférieures entrent au fur et à mesure des tours préliminaires. Les équipes se rencontrent sur un  match simple. Dans le stade des huitièmes de finale, en cas de match nul, le match est rejoué sur le terrain de l'autre équipe mais au-delà des huitièmes de finale, une séance de tirs au but a lieu.
Le COD Meknès remporte la coupe au détriment du Maghreb de Fès sur le score de 2-0 au cours d'une finale jouée dans le Stade d'honneur à Casablanca. Le COD Meknès remporte ainsi pour la première fois cette compétition.

## Déroulement

### Seizièmes de finale
| Date | Équipe 1   | Résultat | Équipe 2      | Lieu |
| ---- | ---------- | -------- | ------------- | ---- |
| -    | Wydad AC   | 1 - 0    | OC Khouribga  | -    |
| -    | Maghreb AS | 2 - 1    | US Mohammédia | -    |
| -    |            |          |               | -    |
| -    |            |          |               | -    |
| -    |            |          |               | -    |
| -    |            |          |               | -    |
| -    |            |          |               | -    |
| -    |            |          |               | -    |
| -    |            |          |               | -    |
| -    |            |          |               | -    |
| -    |            |          |               | -    |
| -    |            |          |               | -    |
| -    |            |          |               | -    |
| -    |            |          |               | -    |
| -    |            |          |               | -    |
| -    |            |          |               | -    |
| -    |            |          |               | -    |

### Huitièmes de finale
| Date | Équipe 1         | Résultat | Équipe 2       | Lieu |
| ---- | ---------------- | -------- | -------------- | ---- |
| -    | COD Meknès       | 2 - 2    | Stade Marocain | -    |
| -    | DH El Jadida     | 0 - 2    | ANTPK Kénitra  | -    |
| -    | HUS Agadir       | 2 - 1    | YC Rabat       | -    |
| -    | KSNAC Casablanca | 0 - 0    | KAC Marrakech  | -    |
| -    | MC Oujda         | 2 - 2    | Alam Tanger    | -    |
| -    | SCC Mohammédia   | 2 - 1    | EJS Casablanca | -    |
| -    | Tihad AS         | 1 - 0    | Raja CA        | -    |
| -    | Wydad AC         | 1 - 1    | Maghreb AS     | -    |

#### Matchs à rejouer
| Date | Équipe 1       | Résultat | Équipe 2         | Lieu |
| ---- | -------------- | -------- | ---------------- | ---- |
| -    | Stade Marocain | 0 - 1    | COD Meknès       | -    |
| -    | KAC Marrakech  | 2 - 1    | KSNAC Casablanca | -    |
| -    | Alam Tanger    | 2 - 1    | MC Oujda         | -    |
| -    | Maghreb AS     | 2 - 0    | Wydad AC         | -    |

### Quarts de finale
| Date | Équipe 1       | Résultat           | Équipe 2      | Lieu |
| ---- | -------------- | ------------------ | ------------- | ---- |
| -    | COD Meknès     | 3 - 1 Alam Tanger- |               |      |
| -    | HUS Agadir     | 0 - 0 3-4 t.a.b.   | ANTPK Kénitra | -    |
| -    | SCC Mohammédia | 1 - 0              | KAC Marrakech | -    |
| -    | Tihad AS       | 0 - 1              | Maghreb AS    | -    |

### Demi-finales
| Date | Équipe 1                                    | Résultat         | Équipe 2                             | Lieu: Stade Bachir |
| ---- | ------------------------------------------- | ---------------- | ------------------------------------ | ------------------ |
| -    | COD Meknès                                  | 3 - 1            | ANTPK Kénitra                        | -                  |
| -    | SCC Mohammédia Day rata son 1e pour le SCCM | 0 - 0 0-2 t.a.b. | Maghreb AS Bouzidi Marqua ses 2 Tirs |                    |

### Finale
| Date         | Équipe 1   | Résultat | Équipe 2   | Lieu       |
| ------------ | ---------- | -------- | ---------- | ---------- |
| 12 juin 1966 | COD Meknès | 2 - 0    | Maghreb AS | Casablanca |

La finale oppose les vainqueurs des demi-finales, le COD Meknès face au Maghreb AS, le 12 juin 1966 au Stade d'honneur à Casablanca. Match arbitré par Mohamed Benjelloun. Il s'agit de la toute première finale pour les deux clubs rivaux du Saïss. Le COD Meknès remporte finalement le derby du Saïss sur le score de 2 buts à 0 grâce à des buts de Bouazza (  10e), et Hamidouch (  62e). Il s'agit du premier sacre du COD Meknès dans la compétition, et de la première défaite en finale du Maghreb AS.